# Mami (zenész)
Szaszazaki Mami (笹崎まみ; Hepburn: Mami Sasazaki; Nagoja, 1990. május 21. –), művésznevén MAMI japán zenész, alkalmi szinkronszínésznő. A japán Scandal pop-rock együttes társalapítójaként, szólógitárosaként és háttérénekeseként vált ismertté. A Dobondobondónak – Szaszazaki és Ogava Tomomi közös mellék projektje – és a Scadal Pony-nak – a Scandal és a Stereopony zenekarok összeolvadásából létrejött alkalmi koncertzenekar – is az alapító tagja volt.
A középiskola első évében, 2003-ban kezdett el dobolni, majd egy évvel később csatlakozott az iskolatársai által alapított Anpontanzu együttesbe. 2006-ban megismerkedett későbbi zenekari társaival, majd a tanárai javaslatára gitározni kezdett.
Szaszazaki többször is próbálkozott szinkronszínésznői pályafutással, szerepelt többek között a Loups=Garous animációs filmben (2010) és az Elsword videójátékban (2011) is. Ugyan kijelentette, hogy elsősorban a zenére akar összpontosítani, azonban hozzáfűzte, hogyha lehetősége adódik, akkor szívesen vállalna szinkronmunkákat is.

## Életrajz

### 1990–2006: Gyermekkor, iskolás évek
Szaszazaki Mami 1990. május 21-én Nagojában született a Szaszazaki család második gyermekeként. Bátyja dobos volt egy amatőr zenekarban, édesanyja pedig szintetizátoros egy másikban, a Mama-szan (ママさん, ’Anyukák’) elnevezésű együttesben, így már fiatal korában is vonzotta a zene világa. Középiskolában tervezőgrafikus szakra járt, ahol gitárosként szeretett volna csatlakozni az intézmény könnyűzenei klubjába, de mivel az a pozíció már be volt töltve ezért dobos lett. Itt elsősorban Hacune Miku, Pretty Cure és Ellegarden dalokat játszottak. Második évében iskolatársa felkérésére dobosként belépett Anpontanzu (あんぽんたんズ, ’Tökfejek’) együttesébe, ahol a saját szerzeményeik mellett főként Judy and Mary- és The Blue Hearts-dalokat adtak elő különböző bárokban.
2006-ban tizenöt évesen beiratkozott az oszakai Caless ének- és tánciskolába, ahol találkozott a Scandal későbbi frontemberével, Ono Harunával. Vele és még két másik lánnyal felléptek a kétnapos Nagoja Get a Dream ének és táncversenyen. Az intézmény a Kitty Records független lemezkiadó felkérésére júniusában javasolta a diákjaiknak, hogy tanuljanak meg valamilyen hangszeren játszani. A felajánlásba tíz lány egyezett bele, Szaszazaki az elektromos gitárt választotta hangszerének, mivel úgy gondolta, hogy azzal tudja a leginkább „menő” képet kialakítani magáról. Akusztikus gitáron tanult meg játszani, elsősorban Yui dalait gyakorolta. Mozgalmas iskolai évei voltak, mivel a tanulás mellett tagja volt két együttesnek, és részmunkaidős állást is vállalat a Josinoja étteremlánc egyik üzletében. Mindezek mellett egy szövegszerkesztő tanfolyamot is elvégzett. A Scandellel az Oszakai Kastélypark utcáin zenélték, míg végül meghívást nem kaptak a rangos Club Asia elnevezésű bárba, ahol a Kitty Records független lemezkiadó-cég egyik ügynöke fel nem figyelt rájuk.

### 2006–: Scandal
2008. augusztus 8-án megjelent a Scandal első középlemeze egy független lemezkiadó-vállalat, a Kitty Records gondozásában. Mivel az album korlátozott példányszámban jelent meg, ezért nem érhetett el nagy sikereket; viszont a Tower Records indie lemezeladási listáján így is a második helyezést érte el. 2008 szeptemberének elején a zenekar kapcsolatba lépett a Sony Music Entertainment Japan vezetőjével, mivel nem voltak megelégedve a korábbi kiadójukkal. Az Epic Records Japan végül leszerződtette őket, bemutatkozó nagylemezük 2009. október 21-én jelent meg Best Scandal címen. A lemez viszonylagosan nagy siker lett: az ötödik helyezést érte el az Oricon és a Billboard Japan eladási listáin is. Ezzel a Scandal lett az első lányzenekar a Zone óta (2002), amelynek bemutatkozó nagylemeze a legjobb öt között debütált. Az album mind a négy kislemeze a slágerlisták legjobb harminc helyének valamelyikét érték el, a Sódzso S kislemez 2009 augusztusában aranylemez lett. Jelölték őket a legjobb új előadónak járó díjra az 51. Japan Record Awardson, viszont azt elvesztették a koreai Big Banggel szemben, csak egy „új előadó” elismerést kaptak.
Második stúdióalbumuk Temptation Box címen jelent meg 2010. augusztus 11-én. Hasonló eredményeket ért el mint elődje: harmadik helyen mutatkozott be az Oriconon, míg a negyediken a Billboard listáján. A kiadvány mindhárom kislemeze a japán slágerlisták legjobb tizenöt helyének valamelyikén mutatkozott be. Az első kislemezből, a Sunkan Sentimentalból később aranylemez lett, a Taijó to Kimi ga Egaku Story pedig meghozta az együttes első listavezető dalát, amikor a hongkongi J-pop slágerlista élére állt.
2011. augusztus 10-én jelent meg harmadik stúdióalbumuk, a Baby Action. Ugyan eladások tekintetében valamivel gyengébben teljesített mint elődei, viszont a négy kislemeze közül három szerepelt animációs filmekben vagy animációs sorozatokban, a Pride a Billboard Hot Animation listájának élére is felkerült. A lemez a negyedik helyen mutatkozott be az Oricon eladási listáján, így az első három nagylemezük is a legjobb öt hely valamelyikén mutatkozott be, s erre legutóbb a Pink Sapphire együttes volt képes 1991-ben.
Negyedik, eddig név nélküli nagylemezük első kislemeze 2012 tavaszán jelent meg Harukaze címen.

### 2010–: Dobondobondo
2010. augusztus 21-én Szaszazaki és Ogava Dobondobondo (どぼんどぼんど) név alatt előadott két saját hiphop számot a rajongók szórakoztatása végett. A két szám végül egybedolgozva és kiegészítve a Scandal 2011. szeptember 28-án megjelent Video Action című videóalbumán kapta meg a klipjét Dobondobondo no Theme (どぼんどぼんどのテーマ) címen.

## Stílus és inspirációk
- Want YouSzaszazaki első dala, amelyet teljes egészében ő írt, a Scandal Haruka című kislemezén jelent meg Want You címmel.

Nem tudod lejátszani a fájlt?
Büszkén fellépni a közönség előtt. Ez a célom. [...] Gyakorolni fogunk... de 10 000 alkalommal fellépni más, mint harmincszor, így többet akarok. Még nagyon sokra van szükségem. Ugyan nem tudom hol van a »mindent beleadni« határa, de továbbra is keményen fogok dolgozni. Ez egyébként is valami olyasmi, amit szeretek. A dolog már nem szól, hogy keményen dolgozol, hanem arról, hogy ez a szokásoddá válik. Az életem részévé vált, ha nem játszhatnék a gitáromon, azon nem tenném túl magam. Az alapelgondolásom az, hogy a magasabb célokat közösen kell elérnünk, nem zárhatom ki a világot és próbálhatom meg egyedül.
Bevallása szerint legfőbb inspirációs forrásaként Takuya és a Judy and Mary számai szolgáltak, de a Red Hot Chili Peppers, a Nirvana és a Sum 41 együttesektől is sokat tanult. Kedvenc előadói között tartja számon a 9mm Parabellum Bulletet, Abe Maót, Aikót, Angela Akit, a B'z-t, az Ellegardent, Fukuda Kanont (S/mileage), a The Hiatust, az I Wisht, J-t, Micsisige Szajumit (Morning Muszume), a Momoiro Clover Z-t, a The Strokest, a Sum 41-t, Takuyát és Vada Akikót.

## Egészsége
Állítása szerint a Scandal majdnem mindegyik koncertkörútja során megsérül. A Scandal Temptation Box Tour 2010: Yeah! tte Iei! turné első állomása után lerészegedett, majd bowlingozás közben leszakadt a körménék nagy része. Mivel így nem tudott gitározni, mert a fennmaradt rész elakadt a gitár húrjaiban ezért a leesett darabot ragasztóval illesztette vissza, aminek következtében pedig a fájdalom miatt nem tudott gyakorolni. Később a koncertsorozat szeptember 29-ei nagojai állomására megfázott, belázasodott és bakteriális torokgyulladást kapott, viszont mindezek ellenére megtartották a hátralévő fellépéseiket. 2011. szeptember 11-e és 17-e között Ázsia több országában – Tajvan, Hongkong és Szingapúr – adtak koncerteket. Szaszazaki a turné első állomásán Tajpejben mikor a ráadásra tartott vissza a színpadra harminc lépcsőfoknyit zuhant; viszont néhány karcolással megúszta a balesetet, befejezte a koncertet és másnap már Hongkongban lépett fel.

## Magánélete
Magára gyakran fiús lányként (vagy éppen férfiként) hivatkozik: már kiskorában is az „oira” (おいら) szót használta, míg később a „boku”-t (僕); mindkettő főként a férfiak körében terjedt el (a nők a hétköznapi társalgásaik során általában az „atasi”-t (あたし) vagy annak valamely formáját használják). Koncertek alatt általában komolyan viselkedik, viszont a magánéletében éppen az ellentettje: nagyon jókedvű és vidám személyisége van. Magát otakunak vallja, ennek megfelelően szabadidejét gyakran animék, mangák vagy videójátékok társaságában tölti. Számos videójáték-konzolja, köztük több Nintendo DS-e (Nintendo DSi, Nintendo 3DS), egy Super Famicomja, egy Nintendo 64-e, több számítógépe (PC és MacBook) és több mobiltelefonja (iPhone és keitai) is van, emellett gyakran fest; egyik 238,7 cm × 168,2 cm (94 in × 66,2 in) vászon akrilfestményét a tokiói Shibuya-AX koncertterem bejáratánál is kiállították. Kedvenc videójáték-sorozatának a Monster Huntert tartja, 2011-ben meghívást kapott a Capcom által rendezett Monster Rock Hunter Festa (モンスターロックハンターフェスタ) versenyre, ahol a Tamaki Namival közösen, a Ms. Hunter (Ms.ハンター) elnevezésű csapatban a másodikak lettek. A 2012-es versenyen, a Monhun Pián (モンハンぴあ) is részt vett, ahol szintén a második helyet érte el, ezúttal Nakajama Sinpeivel (a Straightener és az Another Sunnyday dobosával). A Scandal turnéin viselt t-ingeik többségét is ő tervezte, jótékonysági célokból is készített ilyen ruhadarabokat, és ő tervezte meg a Scandal első kabalafiguráját is, de a Scandal legtöbb hivatalos ajándéktárgya is az ő nevéhez fűződik. Jó barátságban van a Stereopony dobosával, Jamanoha Sihóval.

## Felszerelés
Gitárok:

(Megvétel sorrendjében)
- Busker’s BSE: a zenekar debütálása előtt használta ezt az olcsó, pasztell rózsaszín Stratocaster másolatot. Ezen tanult meg gitározni. Elsősorban „kavaii” megjelenése és alacsony ára miatt választotta.
- Fender Factory Special Run American Deluxe Stratocaster: 2007 januárjában vásárolta ezt a kizárólag Japánban elérhető modellt.[64] Egyedileg matricázta, végső formáját 2009 júniusában érte el.[65] Juuja-kunnak nevezte el a bátyjáról.[66] Ez az egyetlen gitárja, amelyen tremoló rugó takarólemez nélkül játszik. A Sódzso S klipjéhez vett egy másikat, melyet később felmatricázott és a Best Scandal fotókönyvében szétvert, majd a maradványait 2011 márciusában jótékonysági célokkal elárverezte.[67]

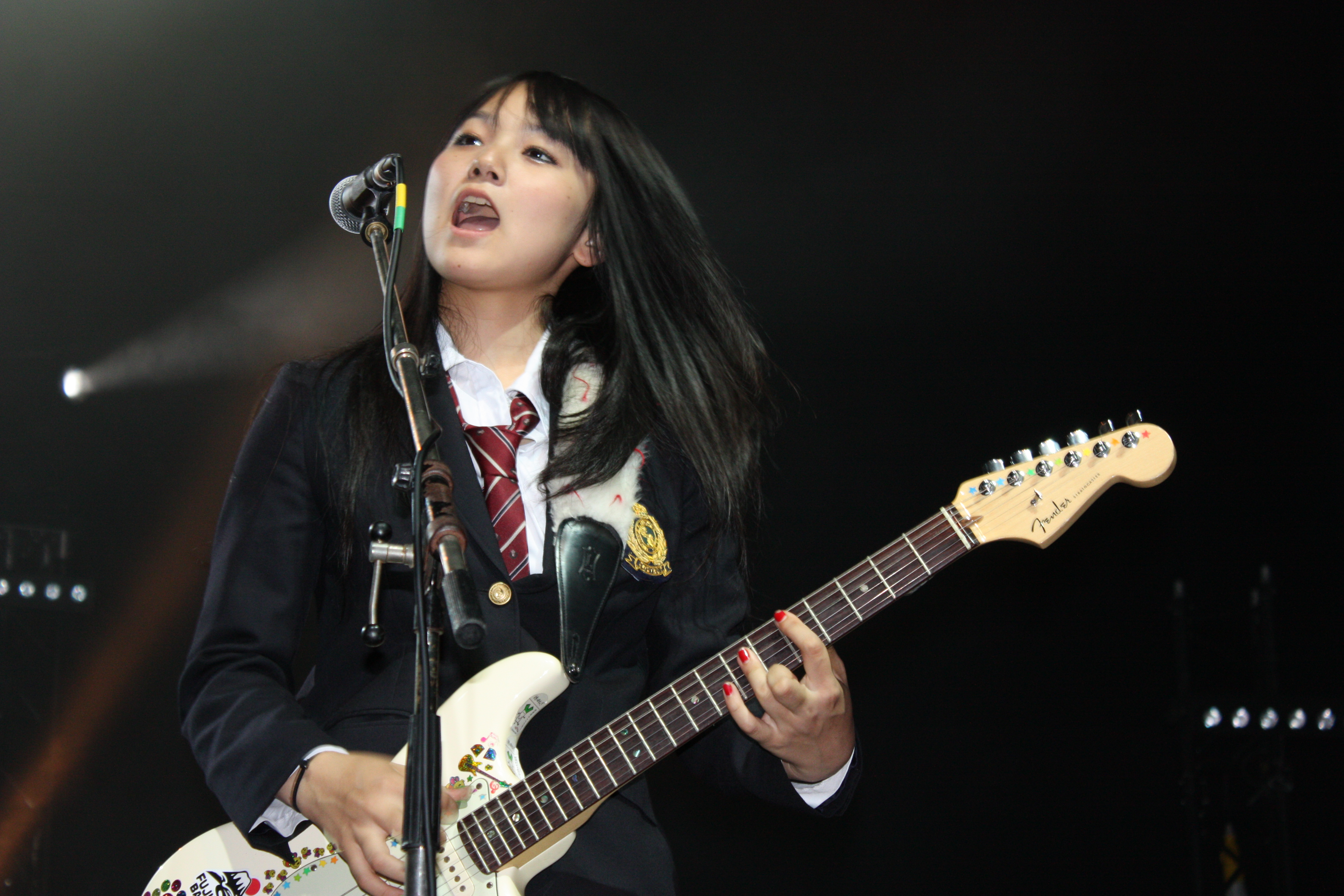
Szaszazaki Mami a Scandallel 2008. július 5-én Párizsban „Juuja-kun” nevű Stratocaster gitárjával.

- Gibson 1960 Les Paul Special Cutaway Vintage Original Spec: 2008 júniusában használta először. 2009 januárjában leszerelte róla a koptatólapot (ennek ellenére a Production I.G animátorai a koptatólappal együtt rajzolták meg a Loups=Garous című egész estés anime filmben). Kizárólag a Doll, a Sakura Goodbye és a Koshi-Tantan klipjében használta.[* 1]
- Fender American Standard Stratocaster HSS: 2009 novemberében használta először. Fekete színe volt, míg koptatólapja fehér, nyaka juharfából készült. Legutoljára a Sunkan Sentimental videóklipjében használta 2010 februárjában.
  - Fender American Standard Stratocaster HSS „Scandal Mami Custom Model”: 2010 márciusában készültek el vele a Radical Brats festőműhelyében.[68] Alapjául az előző fekete Stratocaster HSS-ét vette, egyedi, olvadó fagylaltokat mintázó festéssel látta el s leszerelte majd később visszatette a tremolókart. Koptatólapja és potmétersapkái fehér helyett fekete színt kaptak.
- Italia Maranello Speedster II: ezt a kék, versenycsíkos („speedster-csík”) gitárt először 2011 májusában, a Scandal Live Tour 2011 „Dreamer” koncertkörút alatt használta.
- Squier Bronco Bass: 2010 áprilisában vette kizárólag a kinézete miatt.[69] Mivel egyik együttesben sem basszusgitározik, ezért eddig még nem lehetett ezzel a gitárral látni.
- Gretsch G6136DC White Falcon Double Cutaway: 2010 szeptemberében vette, mivel beleszeretett a kinézetébe.[70] Elsősorban saját használatra vásárolta, de a Scandal több klipjében és koncertjén is használja. 2011 februárjában egy halat rajzolt a Gretsch logójának, a sólyom karmai közé.[71]
- Fender American Vintage ’62 Jazzmaster: 2011 februárjában használta először, azóta főként kisebb előadásoknál és kizárólag a Pride című dalnál veszi elő.[72]
- ESP Canta Guitar: 2011. december 1-jén használta először a Scandal Virgin Hall Tour 2011 „Baby Action” turné záróállomásán, a tokiói Nakano Sun Plazában.[73] A zenekar kabaláját mintázó gitár kizárólag az együttes hivatalos rajongói boltjában volt megvásárolható.[74]
- Squier Jazzmaster „Mami Model”: 2012. március 28-án használta először a Scandal Nippon Budókanban tartott koncertje alatt ezt a Jazzmaster és Stratocaster modellek ötvözéséből létrehozott egyedi gitárt. Teste és húrlába a Jazzmastert, míg a három egytekercses elrendezésű (SSS) hangszedői, valamint a 21 érintős paliszander fogólapja a Stratocastert idézi.[75]
- Yamaha LLX36C ARE: 2012. november 12-én a Scandal Hall Tour 2012 „Queens Are Trumps: Kirifuda va Queen” koncertturné nyitónapján használta először a Harunával duettben előadott Aitai című számnál.[76][77]

Gitárjait Vital Audio VA II, míg effektjeit Vital Audio VP kábellel köti össze. Ernie Ball Regular Slinky húrokon (.10-.46) játszik, melyeket 0,73 milliméteres Fender Rock-On Touring Picks pengetőkkel szólaltat meg, de korábban Dunlop Tortex és Fender Delrin plektrumokat is használt. Gitárjait Shimamura LGS500-SWH (BSE), Levy’s Leathers M17SF-WHT (fehér Stratocaster), DM2-BLK (Les Paul), M8SF-PRP (White Falcon), Perri’s Leathers P25MN-1253 (fekete Stratocaster), míg többi gitárját Fender 2" Monogrammed Straps (Maranello II) gitárpánttal akasztja a nyakába.
Erősítők:

2012 novemberében:
- Marshall JMC2000 DSL50 gitárerősítő fej[82][83]
- Diezel Herbert gitárerősítő fej
- Marshall JMC900 1960AX hangláda Celestion G12M-25 Greenback (4×12") hangszórókkal[82][83]
- Shinos Luck 6V kiegészítő láda Celestion G12-80 Classic Lead (1×12") hangszóróval

Korábbi, manapság már nem használt hangládái:
- Marshall JMC900 1960A hangláda Celestion G12T-75 (4×12") hangszórókkal (×2)[73]
- Marshall 1962 Bluesbreaker kombó G12M-25 Greenback (2×12") hangszórókkal[82]
- Marshall JMC900 1960B hangláda Celestion G12T-75 (4×12") hangszórókkal

Gitáreffektek:

2012 novemberében:
- Boss AW-3
- Boss FRV-1
- Boss TU-2
- Digitech Whammy V
- Electro-Harmonix Little Big Muff Pi
- Providence PEC-2
- Xotic Effects AC Booster
- Xotic Effects BB Preamp
- Vox V847

Korábbi, manapság már nem használt effektjei:
- Boss CE-3
- Boss CE-5
- Boss DD-3
- Boss OC-3
- Boss OD-3
- Carl Martin Hydra Boost[78]
- Fulltone Full-Drive 2 MOSFET
- Ibanez Tube Screamer TS9
- Line 6 MM4
- Providence PEC-4
- TC Electronic ND-1

Az effektek áramellátásáról egy Custom Audio Japan AC/DC Station ver. 2 tápegységgel gondoskodik.

## Diszkográfia

### Scandal
- Best Scandal (2009)
- Temptation Box (2010)
- Baby Action (2011)
- Queens Are Trumps: Kirifuda va Queen (2012)
- Standard (2013)
- Hello World (2014)
- Yellow (2016)
- Honey (2018)

### Vendégszereplések
- Super Beaver — Ai szuru (Q&A – vokál, 2015)[85]
- Szuzuki Airi – Do Me a Favor (Story – szólógitár, zene, hangszerelés, 2018)[86]

## Szinkronszínésznői munkái
| Év   | Cím           | Szerep                 |
| ---- | ------------- | ---------------------- |
| 2008 | Scandal Anime | Önmaga                 |
| 2010 | Loups=Garous  | Önmaga, Szakura Hinako |
| 2011 | Elsword       | Daisy                  |

## Ajánlott irodalom
- Best Scandal Band Score (japán nyelven). Yamaha Music Media. ISBN 978-4636849752 (2009. november 30.)
- Temptation Book (japán nyelven). Yamaha Music Media. ISBN 978-4636859720 (2010. szeptember 16.)
- Baby Action Band Score (japán nyelven). Yamaha Music Media. ISBN 978-4636859720 (2011. augusztus 11.)